# 合肥大学
合肥大学（英語：Hefei University）是位于中华人民共和国安徽省合肥市的一所全日制公办本科大学，是一所以工学、经济学、管理学为主，多学科协调发展的本科院校。前身合肥联合大学由时任合肥市委书记郑锐和中国科大副院长、居里夫人中国籍徒弟、新中国放射化学奠基人杨承宗先生创办，2002年3月，经教育部批准，原合肥联合大学和合肥教育学院、合肥师范学校合并组建合肥学院。2023年更名为合肥大学。
学校是“中德教育合作示范基地”，首批“服务国家特殊需求硕士人才培养项目”试点学校之一，首批承担“卓越工程师教育培养计划”61所学校之一，全国应用型本科高校专门委员会副主席单位，长三角地区应用型本科高校联盟主席单位，安徽省应用型本科高校联盟常任主席单位，安徽省地方应用型高水平大学建设单位。

## 校史

### 合肥联合大学
1980年，在省、市党委、政府的大力支持下，整合、利用中国科学技术大学、合肥工业大学、安徽大学等在肥的七所高校，联合创办了合肥联合大学。
1980年8月23日，合肥联合大学正式成立，全部的家当就是从中科大借来的一间20平米的房间、几张办公桌、包括杨承宗在内的6名兼职人员。
学校实行董事会领导下的校长负责制，由合肥市委书记郑锐兼任董事长，中国科大副校长杨承宗教授出任第一任校长，这是对当时处于主导地位的党委领导下的校长负责制的一种创新；没有校园校舍，所有教学都是“联办”，插在中科大、合工大、安大等的教学空档中完成；没有固定的师资队伍，所有教师都是从合肥12所高校中聘用，并邀请国内外著名学者如任之恭、钱致榕、龚升、杨纪珂等来校讲学；学生全部“走读”、自主择业，改变了当时普通大学包吃、包住、包分配的做法；国家部分拨款，“适当”收费，每年文科40元、理科50元，改变了建国以来中国高等教育由国家单一投资的体制。
因抗战时期有个“西南联大”，由清华、北大、南开三所大学合办而成，办学效果很好。校方认为校名也叫联大，体现联合办学的精神。1980年8月28日，正式定名为“合肥联合大学”。1980年10月11日，第一批新生开学典礼举行。
合肥联大是中国第一所自费走读大学。合肥联大“联办公助，自费走读，不包分配，择优录用”的办学模式，在当年是中国高等教育制度的一种创新，在国内外产生了一定的知名度。
1984年，安徽省人民政府与德国下萨克森州政府签署协议，把合肥联大确定为中德省州文化交流合作共建项目。

### 合肥学院
2002年3月14日，经教育部批准，以合肥联合大学为主体，合肥联合大学、合肥教育学院和合肥师范学校三校进行合并，成立合肥学院。
2009年底，中国教育部主持的新一轮本科教学工作水平评估正式启动，选择在该校进行试评估。中国安徽德国中心、中国合肥韩国中心。同年，学校被安徽省教育厅列为省级硕士立项建设单位。
2010年4月，合肥学院与中国科学技术大学签订“中国科学技术大学——合肥学院校际战略合作框架协议” 及“中国科学技术大学——合肥学院联合培养专业学位研究生协议”。同年，合肥学院-安徽工业大学签署协议联合培养硕士研究生。6月23日，学院成为国家首批承担“卓越工程师教育培养计划”的61所试点高校之一。
2011年，该校获批为“服务国家特殊需求人才培养项目”培养硕士专业学位研究生试点工作单位。合肥学院正式获批工程硕士（环境工程领域）单位。2012年合肥学院第一届硕士研究生顺利入学。
2013年4月，合肥学院与中国科学院过程工程研究所签订全面合作协议。同年，德国物流协会合肥分会设在合肥学院。全国电子商务应用（干部）人才培训工程实践教育基地落户合肥学院。6月，合肥学院水环境治理及污染控制院士专家工作站建立。同年，学校获批为中国政府来华奖学金单位。
2014年合肥学院被确定为首批安徽省高等教育振兴计划“地方应用型高水平大学建设”项目立项建设高校。
2015年10月，国务院总理李克强和德国总理默克尔访问合肥学院，并决定在合肥学院设立中德教育合作师范基地并设立合作基金建设。
2015年12月，中科院合肥物质科学研究院与合肥学院全面合作签约仪式在合肥学院举行。
2016年年初，合肥市政府明确支持合肥学院更名合肥大学，并写入了市十三五政府工作报告，明确十三五期间申报建设合肥大学。同年，合肥学院孔子学院建立，由德国总理默克尔亲自揭牌，是安徽省对西欧的唯一一个孔子学院，合肥学院新增一院士工作站。
2017年2月22日，合肥市委办公厅发文：合肥大学（筹）领导办公室正式建立。合肥市委书记宋国权表示：举全市之力建设合肥大学。
2020年12月22日，安徽省教育厅发布公示，公布安徽省全省高等学校设置评议委员会评议结果，决定拟同意合肥学院更名合肥大学，提交省政府审核后报教育部审批。
2023年11月，教育拟同意合肥学院更名为合肥大学。

## 现状
截至2017年4月，占地面积1391亩，建筑面积54.71万平方米，教学仪器设备总值2.81亿元；设有18个教学单位，55个本科专业；现有全日制在校生约17000人，在编教职工979人，教师903人，正高职称95人，副高职称245人。常年在校外籍教师20多人，4人获得中国政府“友谊奖”，11人获得“黄山友谊奖”。
截至2016年5月，合肥学院图书馆藏有印刷型图书115万册；电子图书90多万种（册）；藏书合计200多万册。购置中国学术期刊全文数据库、中国博硕学位论文全文数据库、中文科技期刊数据库、国研网、EBSCO数据库、Springer Link 数据库、视频数据库等国内外数据库23个；自建数据库7个，其中特色数据库3个。图书馆还与中国高校人文社会科学文献中心（CASHL）合作，为校内读者提供外文期刊、图书文献的原文传递。同时积极加入中国高等教育文献保障系统（CALIS）和安徽省高校数字图书馆，通过文献传递与馆际互借为读者获取所需文献。

### 学科建设
截至2017年4月，该校共有国家特色专业5个、“卓越工程师教育培养计划”专业4个、国家本科专业综合改革试点专业1个、教育部批准的对外合作办学专业3个，国家大学生校外实践教学基地3个。
- 国家级特色专业建设点（5个）：生物工程、电子信息工程、物流管理、计算机科学与技术、化学工程与工艺；[12]
- 国家级本科专业综合改革试点专业（1个）：工业设计；[13]
- 安徽省级特色专业（6个）：电子信息工程、物流管理、机械设计制造及其自动化、国际经济与贸易、工程管理、工业设计；[14]
- 安徽省重点试验培养专业（1个）：金融学；
- 卓越工程师教育培养计划实施专业（4个）：工业设计、机械设计制造与自动化、软件工程、化学工程与工艺；[15]
- 省级专业综合改革试点项目（3个）：物流管理、生物工程、化学工程与工艺；[16]
- 省级教学团队（3个）：大学数学课程教学团队、教育学科系列课程教学团队、基础化学课程教学团队；[17]
- 省级精品课程（11门）：发酵工程与设备、在系统编程技术、高等数学、教育科学研究方法、数据结构、生物化学、物理化学、课程与教学论、人机工程学、高级财务管理、中国古代文学；[18]
- 省级示范实验实训中心（4个）：基础实验与实践教学中心、经济管理实验中心、机械工程实验实训中心 （安徽省应用型高校联盟）、化学工程与工艺专业示范实习实训中心；[19]
- 省级人才培养模式创新实验区（2个）：能力导向的会计学专业人才培养模式创新实验区、卓越工程师人才培养模式创新实验区；[20]
- 省级校企共建实践教育基地（1个）：合肥学院-合肥荣事达三洋电器股份有限公司省级级工程实践教育中心；[21]
- 中外合作办学专业（12个）：工业设计、机械设制造与自动化、物流管理等。

## 历任主要领导
- 杨承宗（合肥联合大学首任校长）（原中国科学技术大学副校长，放射化学家）（1980.10.11~ 2011.5.27 ）
- 郑锐（合肥联合大学首任董事长）（原中共合肥市委书记、合肥市人大主任）
- 王季琨（合肥联合大学）（著名学者）
- 邹淦泉（合肥联合大学）（原中共合肥市委副书记、合肥市人大主任）
- 赵良庆（合肥学院首任校长）(2003.10.9~2009.3.5)
- 蔡敬民（2009.07-2013.11任合肥学院院长，2013.11至2019.8任合肥学院党委书记）
- 张文兵（合肥学院校长）（2013.11-2016.9）
- 王其东（2018.03-2020.1任合肥学院院长，2018.03至今任合肥学院党委副书记）
- 吴春梅（合肥学院院长）（2020.1至今）

## 知名校友
- 陈平：现任安徽广播电视台党委副书记，1985年管理工程系毕业。
- 耿学梅：现任安徽省民政厅副厅长，1986年经济系毕业。
- 戴利强：现任安徽省金融办副主任，1984年管理工程系毕业。
- 邓斌：现任安徽省信访局副局长，1985年文书档案专业毕业。
- 张力量：现任安徽省黄山市委常委、纪委书记，1984年应用统计学专业毕业。
- 董磊：现任安徽省安庆市政府副市长，1991年经济系毕业。
- 张彬：现任湖南省常德市政协副主席，1985年建筑工程系毕业。
- 邵一江：现任合肥职业技术学院院长，1985年毕业。
- 吴婷：安徽电视台主持人，2006年外语系毕业。
- 焦云龙：击剑运动员，2016年里约奥运会选手，2011年经济系毕业。